# Innerdalen
Innerdalen es un valle en el municipio de Sunndal en el condado de Møre og Romsdal, Noruega . En 1967, el valle se estableció como la primera reserva natural de Noruega. El valle y la reserva natural comienzan en el pueblo de Ålvundeidet por la carretera nacional noruega 70 en el oeste y se extienden aproximadamente 25 kilómetros (15,5 mi) al este de Innerdalsporten. Se encuentra dentro de la cordillera de Trollheimen.
El valle es visitado regularmente por alpinistas. Algunas de las montañas incluyen Store Trolla (1850 m), la más alta en Trollheimen), Skarfjellet (1790 m) e Innerdalstårnet (1452 m). Para el senderismo por los glaciares, hay un glaciar en la cima del Kongskrona llamado Vinnufonna.
En 2001, el Norsk Tindeklub (Asociación Noruega de Montañismo) publicó una guía de montaña para Innerdalen (en noruego) y también tienen un refugio privado, Giklingdalshytta, bajo la montaña Innerdalstårnet. La Asociación Noruega de Montañismo tiene dos refugios en el valle, Innerdalshytta (construido originalmente en 1889) y Renndølsetra.